# Puccinia crepidis-montanae
Puccinia crepidis-montanae ist eine Ständerpilzart aus der Ordnung der Rostpilze (Pucciniales). Der Pilz ist ein Endoparasit von Pippauen. Symptome des Befalls durch die Art sind Rostflecken und Pusteln auf den Blattoberflächen der Wirtspflanzen. Sie ist holarktisch verbreitet.

## Merkmale

### Makroskopische Merkmale
Puccinia crepidis-montanae ist mit bloßem Auge nur anhand der auf der Oberfläche des Wirtes hervortretenden Sporenlager zu erkennen. Sie wachsen in Nestern, die als gelbliche bis braune Flecken und Pusteln auf den Blattoberflächen erscheinen.

### Mikroskopische Merkmale
Das Myzel von Puccinia crepidis-montanae wächst wie bei allen Puccinia-Arten interzellulär und bildet Saugfäden, die in das Speichergewebe des Wirtes wachsen. Ihre Spermogonien wachsen beidseitig auf den Wirtsblättern. Die beid- oder mehrheitlich blattunterseitig wachsenden Aecien der Art sind weißlich und stehen in Gruppen. Ihre hellgelben Aeciosporen sind 21–26 × 16–19 µm groß, breit- bis langellipsoid und warzig. Die meist blattunterseitig wachsenden Uredien des Pilzes sind gelbbraun. Die goldenen bis zimtbraunen Uredosporen sind 25–28 × 20–24 µm groß, ellipsoid bis breitellipsoid und stachelwarzig. Die beid- oder überwiegend blattunterseitig wachsenden Telien der Art sind schwarzbraun, pulverig und unbedeckt. Die kastanienbraunen Teliosporen sind zweizellig, in der Regel ellipsoid bis langellipsoid, fein warzig und meist 31–40 × 21–26 µm groß. Ihre Stiele sind farblos.

## Verbreitung
Das bekannte Verbreitungsgebiet von Puccinia crepidis-montanae reicht von den westlichen USA bis nach Europa.

## Ökologie
Die Wirtspflanzen von Puccinia crepidis-montanae sind verschiedene Pippaue (Crepis spp.). Der Pilz ernährt sich von den im Speichergewebe der Pflanzen vorhandenen Nährstoffen, seine Sporenlager brechen später durch die Blattoberfläche und setzen Sporen frei. Die Art durchläuft einen makrozyklischen Entwicklungszyklus mit Spermogonien, Aecien, Telien und Uredien. Als autoöker Parasit macht sie keinen Wirtswechsel durch.